# Pont de Chaulière
Pont de Chaulière, známý spíše jako Pont de l'Artuby, se nachází ve francouzském departementu Var, mezi obcemi Aiguines a Trigance v regionu Provence-Alpes-Côte d'Azur. Most se klene přes kaňon řeky Artuby, která se vlévá o několik set metrů dále do řeky Verdon, v místě zvaném La Mescla. Pohled na soutok umožnuje vyhlídka zvaná Balcon de la Mescla nalézající se asi 1 km od mostu směrem na Trigance. 
Ačkoli není v přímém kontaktu s Verdonem, je toto místo součástí turistického okruhu Gorges du Verdon a je známé všem milovníkům vzrušujících zážitků jako nejvyšší most v Evropě umožňující provozování bungee jumpingu s odhadovanou výškou 182 metrů. 

## Historie
Most de l'Artuby byl postaven v letech 1938 až 1940 ze železobetonu a má 107 metrů dlouhý oblouk překlenující kaňon řeky de l'Artuby. Chodníky pro pěší po obou stranách silnice umožňují z mostu pohledy do kaňonu řeky Artuby. Po obou stranách mostu se nacházejí parkoviště a občerstvení. Tato parkoviště také navštěvují také milovníci bungee jumpingu, kteří se sem sjíždějí, aby si skočili největší skok v Evropě!

## Galerie

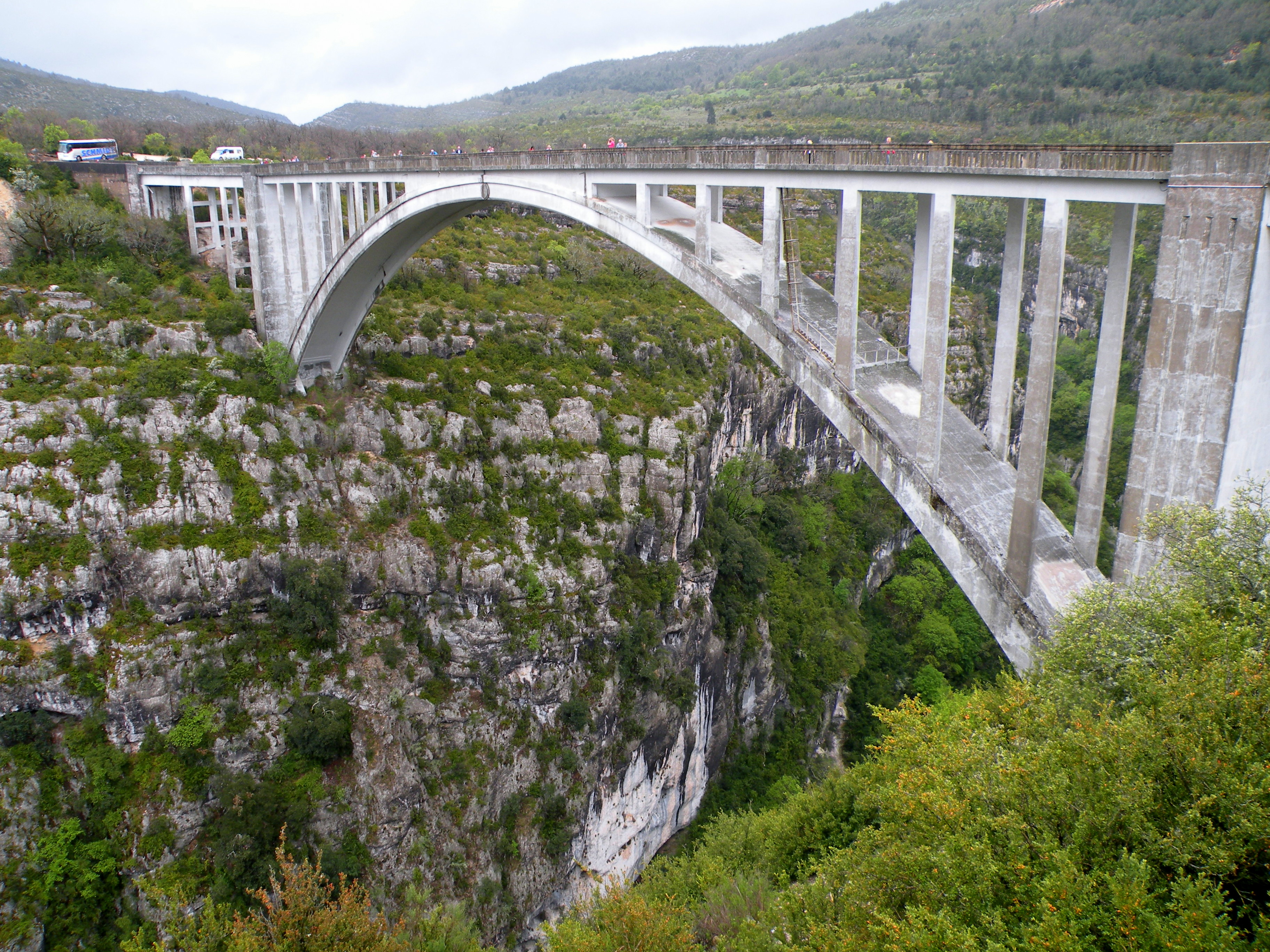
pohled na most Pont de Chaulière
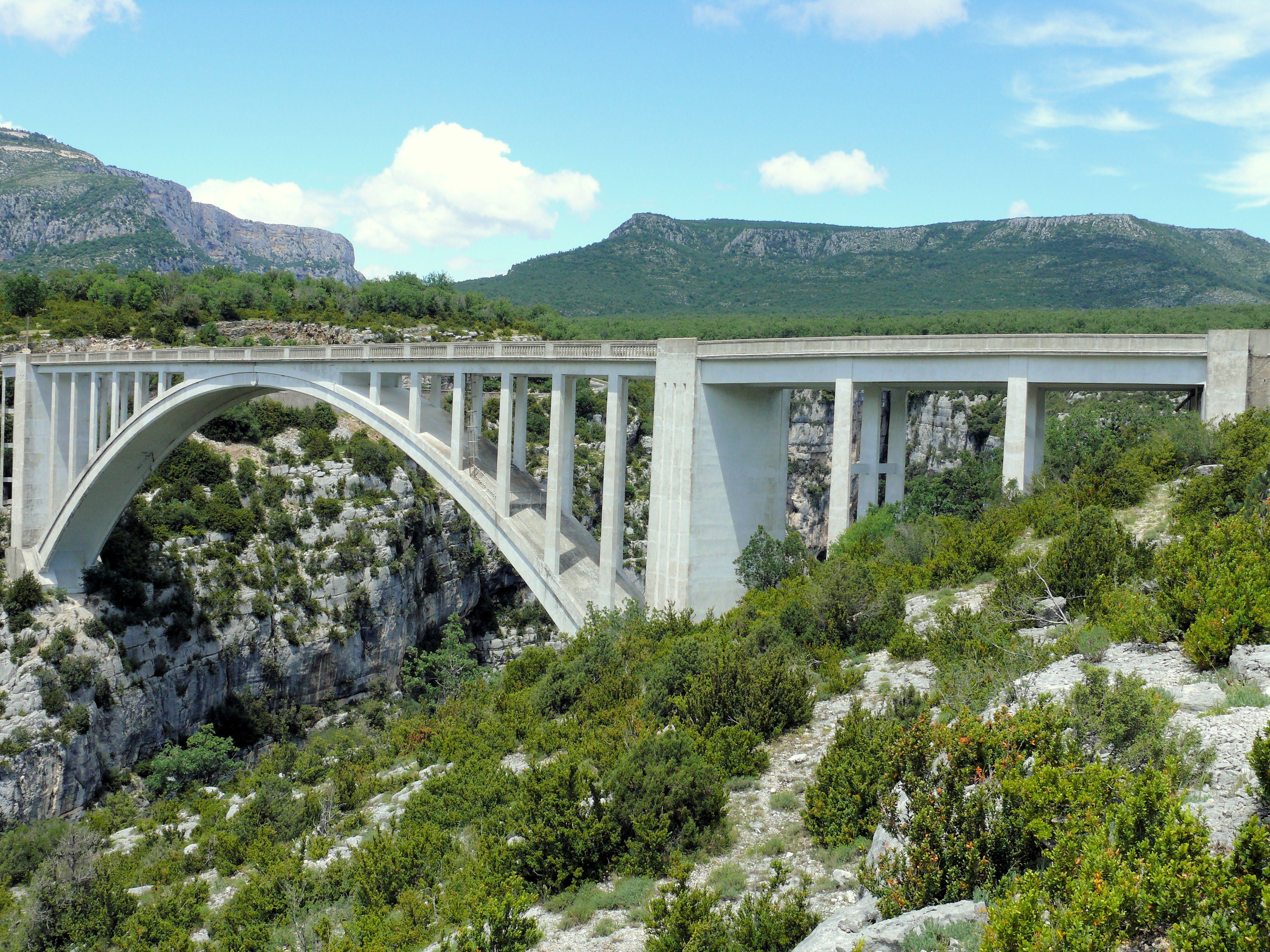
pohled na most Pont de Chaulière
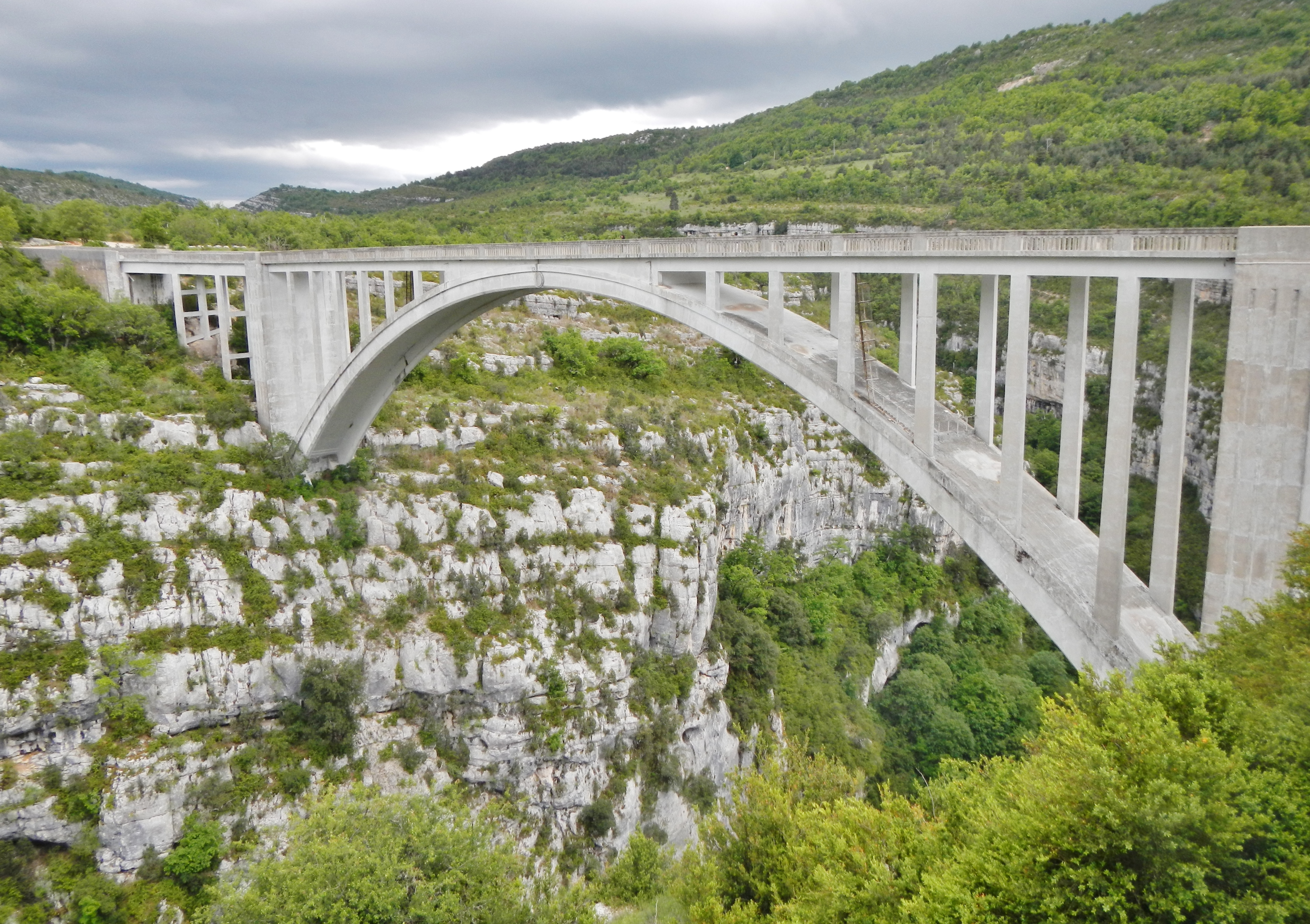
pohled na most Pont de Chaulière